# Scheda elettronica

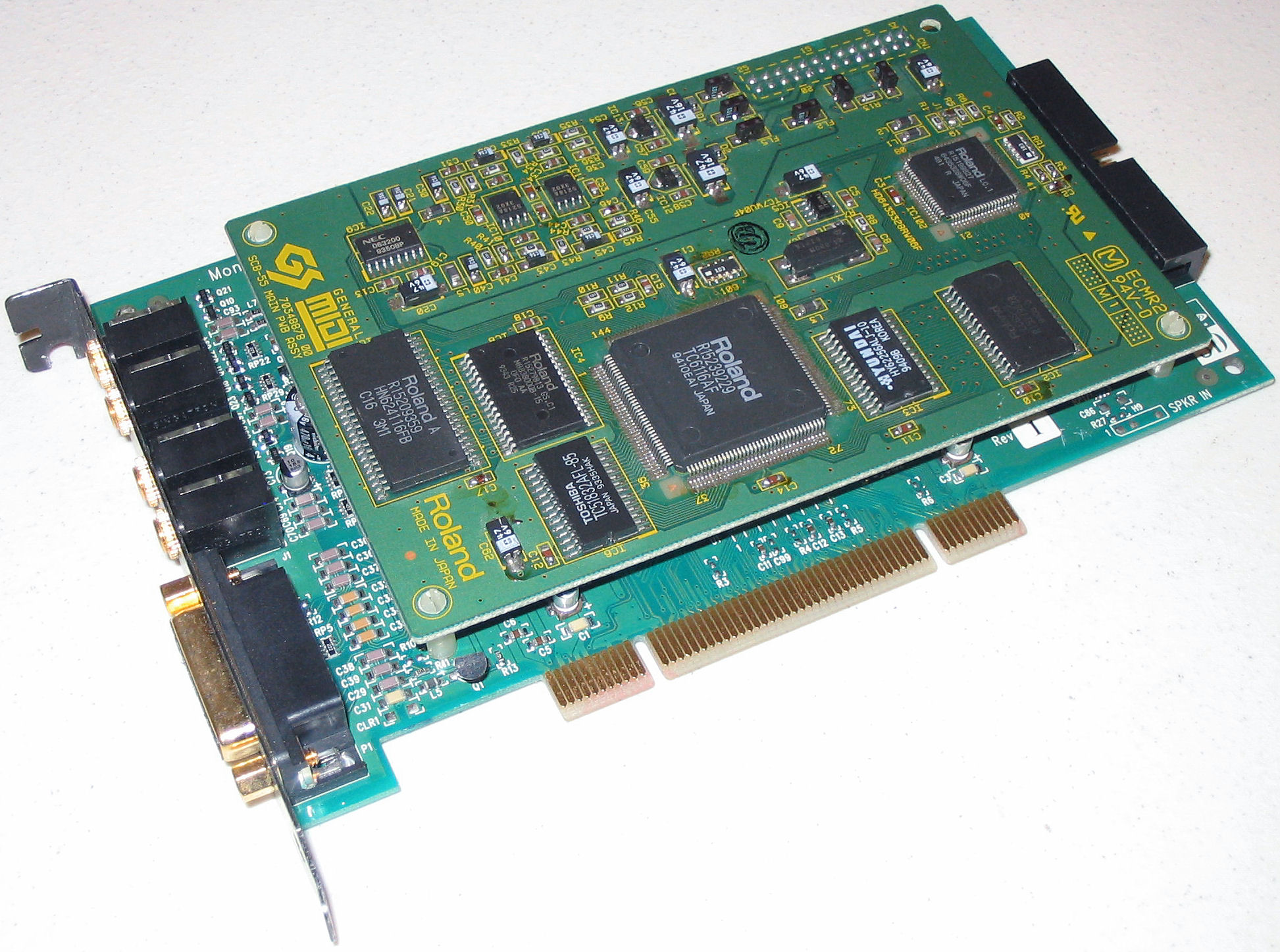
Esempio di scheda elettronica

Una scheda elettronica, in elettronica, è un componente hardware dei sistemi elettronici digitali ovvero trattasi di un circuito stampato completo di tutti i componenti elettrici ed elettronici. Fa parte generalmente di un computer (general purpose) o più in generale di un sistema elettronico di elaborazione (special purpose), deputati ad un certo tipo di elaborazione elettronica in output del segnale in input.

## Descrizione

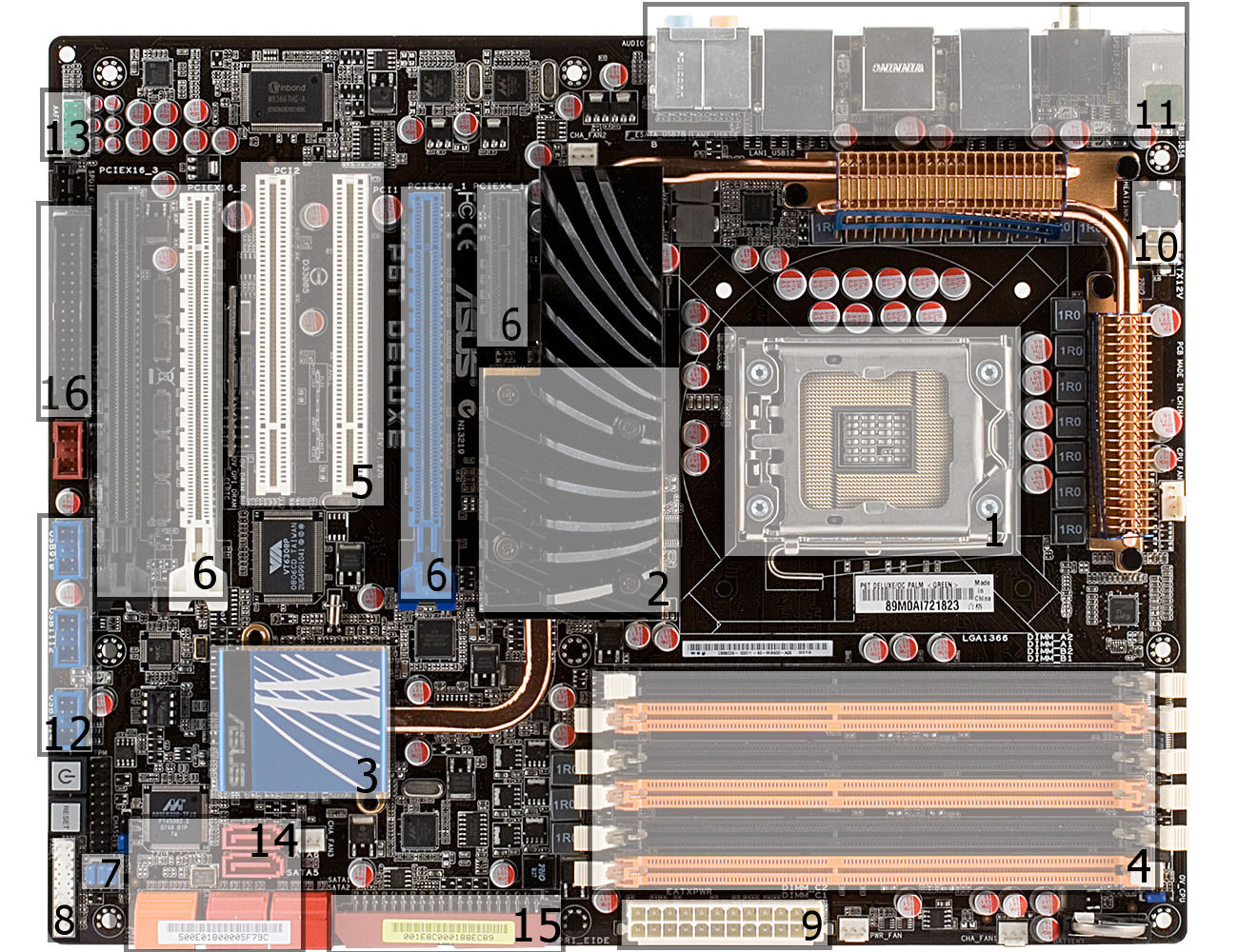
Scheda madre di un PC con tutti i componenti connessi

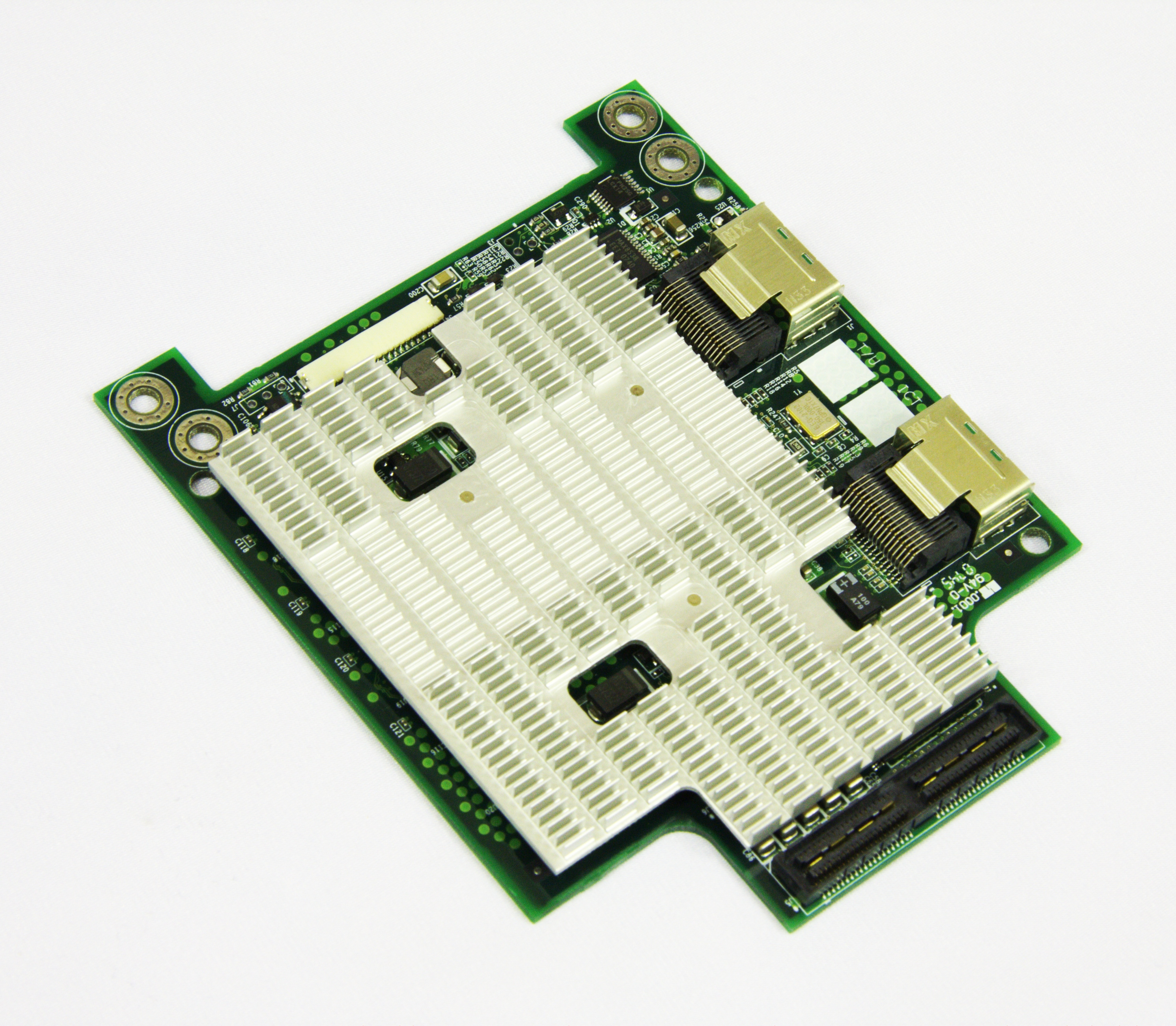
Una daughterboard

Essa contiene, unitamente agli accessori, (come ad esempio dissipatori, connettori) tutti i costituenti di un circuito elettronico, atto a far funzionare, attraverso funzionalità proprie di elaborazione e/o controllo, una grande varietà di manufatti e apparecchi elettrici nei campi più svariati, dall'aspirapolvere al computer. A volte si tratta di un sottosistema di un sistema elettronico: più schede elettroniche interconnesse tra loro da un'unità centrale di controllo/elaborazione danno infatti vita ad un sistema elettronico. A volte la scheda integra un vero e proprio processore o microcontrollore deputato all'elaborazione.

### Tipologie

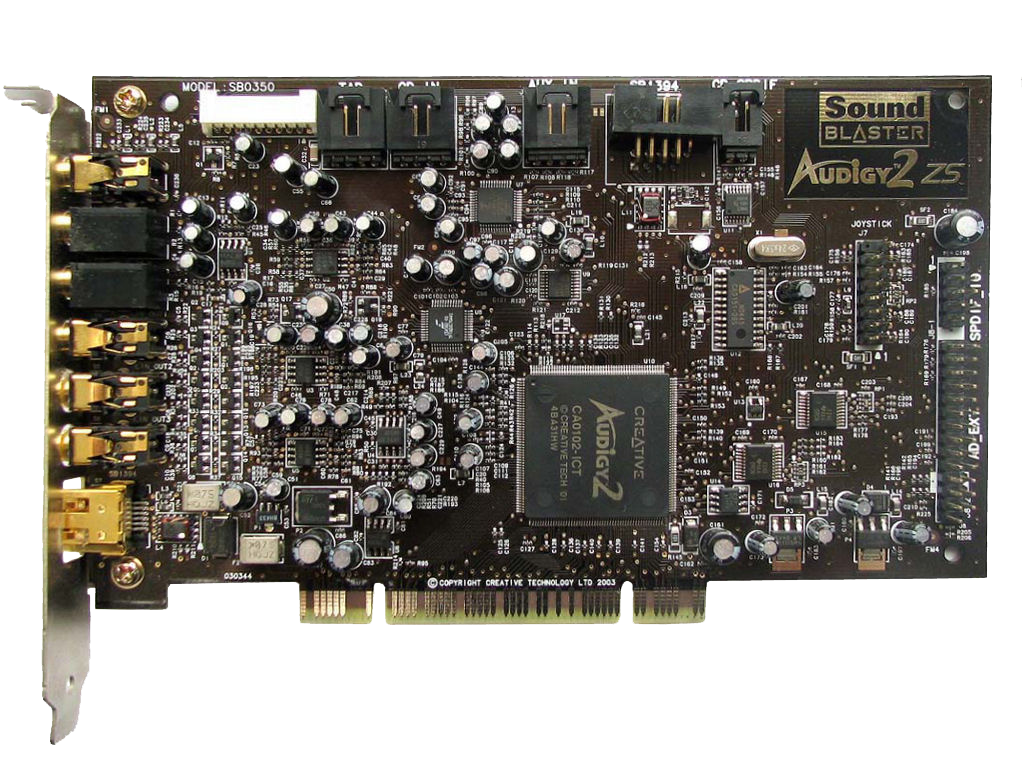
Una scheda audio

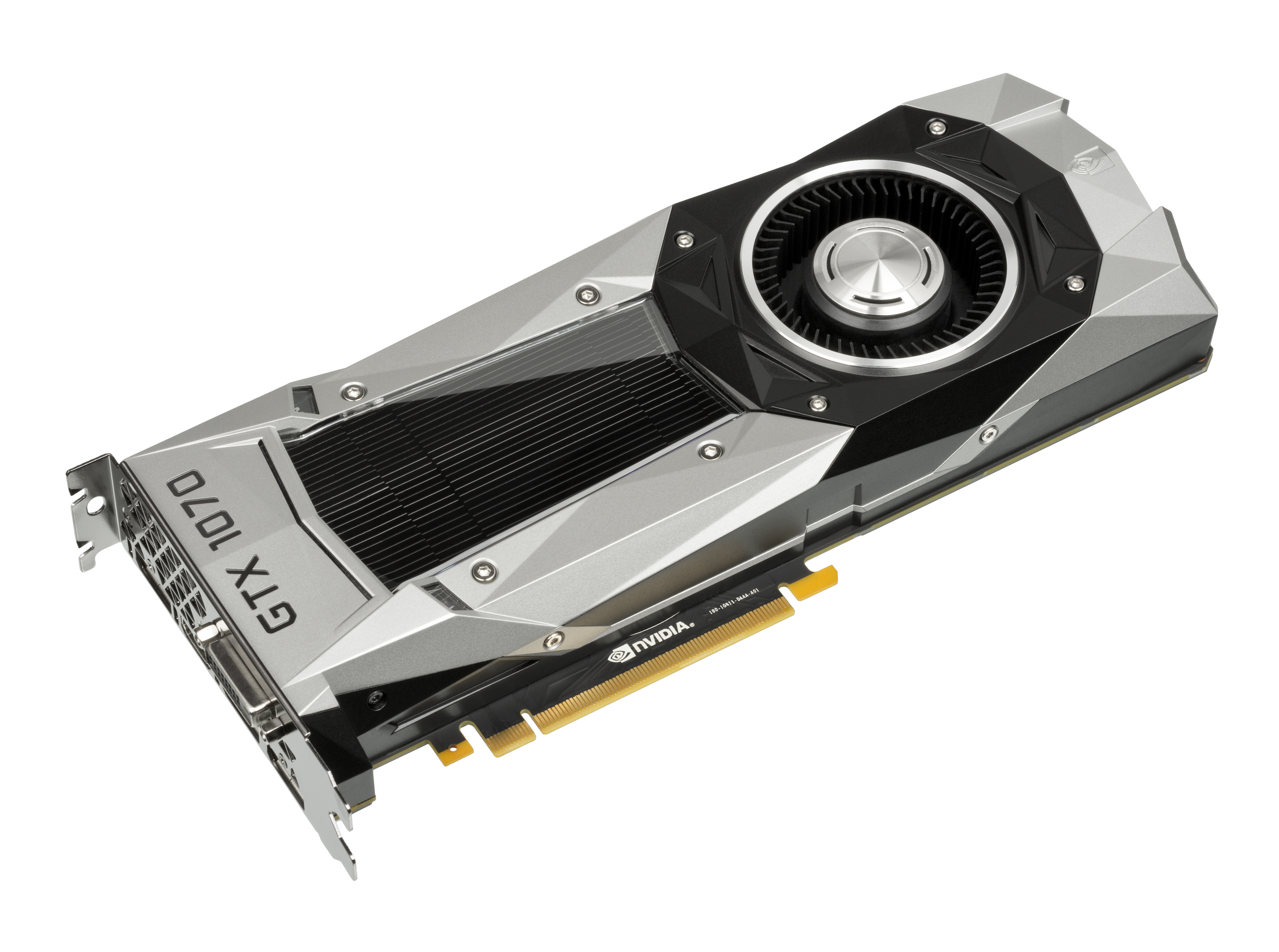
Scheda video

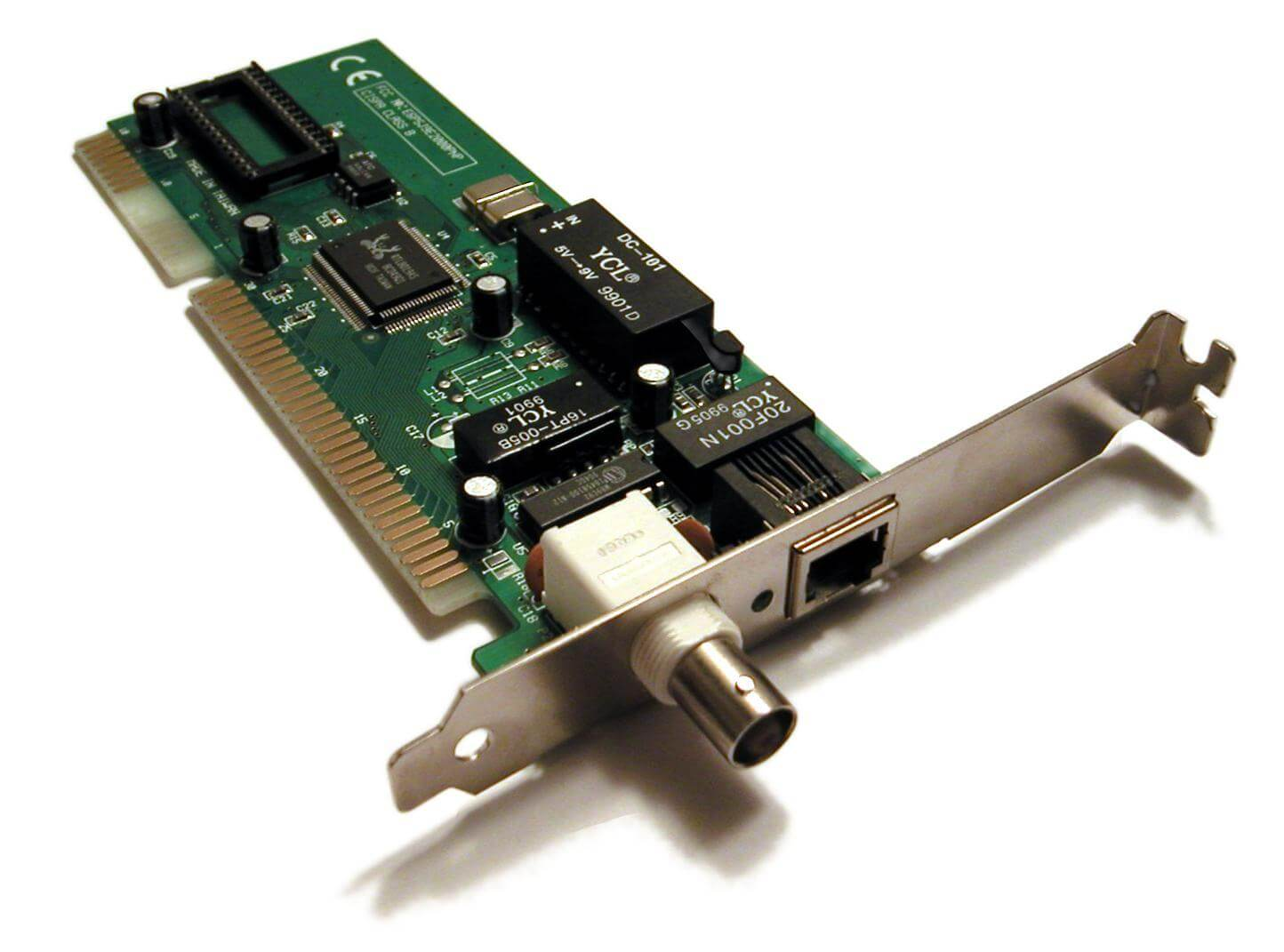
Una scheda di rete

I tipi di schede elettroniche sono le seguenti:
- scheda madre;
- daughterboard;
- scheda CPU;
- scheda video;
- scheda audio;
- scheda di memoria;
- scheda di rete;
- scheda d'espansione;
- backplane;
- scheda riser;
- single-board computer.

#### Scheda CPU
La scheda CPU è una scheda elettronica che ospita la CPU. Oltre alla CPU può ospitare anche memoria RAM e/o controller per dispositivi di memoria di massa (hard disk, unità a nastro, lettori di CD-ROM, ecc.). I personal computer desktop attualmente più diffusi di norma non hanno una scheda CPU. In tali computer la CPU è ospitata sulla scheda madre. Anche in passato non hanno avuto una scheda CPU, tranne che per un breve periodo alla fine degli anni Novanta del XX secolo in cui sono stati utilizzati lo Slot 1 e lo Slot A.
Altre architetture hardware in passato hanno fatto invece grande uso della scheda CPU. Ad esempio la piattaforma informatica Amiga ha fatto largo uso della scheda CPU: quasi tutti i computer Amiga erano predisposti per l'installazione di una scheda CPU all'interno del case. Ad eccezione di alcune implementazioni dell'Amiga 4000 e di tutti gli Amiga 4000T, i computer Amiga non avevano la CPU (un microprocessore) su scheda CPU, ma sulla scheda madre. Era poi presente un apposito slot (paragonabile allo Slot 1 o allo Slot A) in cui installare, in un secondo momento, una scheda CPU. Il microprocessore presente sulla scheda CPU non lavorava in multiprocessing con il microprocessore presente sulla scheda madre, ma semplicemente si sostituiva ad esso.
Una scheda CPU la cui CPU sostituisce un'altra CPU presente sulla scheda madre ed ha una capacità di calcolo superiore a quella della CPU presente sulla scheda madre è anche chiamata "scheda acceleratrice" in riferimento al fatto che permette di accelerare la velocità di calcolo del computer.

#### Scheda di memoria

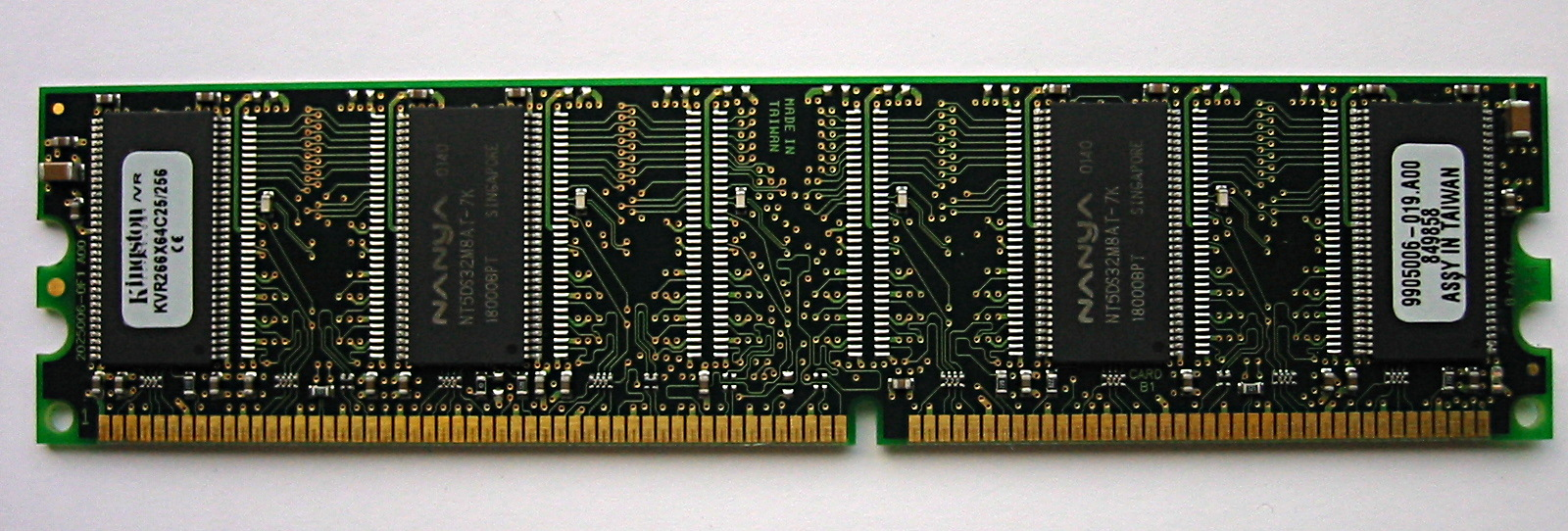
Un modulo di memoria DIMM

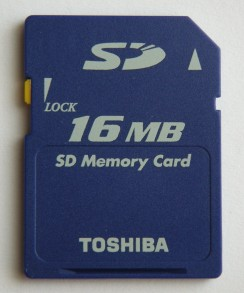
Una memory card Secure Digital

La scheda di memoria è una scheda elettronica che ospita la memoria. Normalmente oggi si tratta di memoria RAM. In passato, quando l'integrazione dei circuiti integrati non era molto alta, o non esistevano ancora, la scheda di memoria poteva ospitate anche memoria ROM. Recentemente (ultimi decenni) schede di memoria che ospitano memoria ROM sono state utilizzate per la commercializzazione di videogiochi per console, ma in tale ambito il termine "scheda di memoria" non si è mai diffuso, ad esso si sono sempre preferiti i termini "cartuccia" o "cartridge".
La scheda di memoria che ospita memoria RAM principalmente può essere di due tipi:
- scheda di memoria che ospita RAM volatile;
- scheda di memoria che ospita RAM non volatile.

La scheda di memoria che ospita RAM volatile è stata la prima a diffondersi ed è utilizzata come memoria primaria dei computer. In passato tale tipo di scheda di memoria si inseriva in uno slot della scheda madre (ad esempio all'epoca del bus ISA). Nell'ultimo decennio invece, in seguito all'integrazione esponenziale dei circuiti integrati, le schede di memoria hanno raggiunto dimensioni estremamente più ridotte e di norma si inseriscono in appositi socket. In quest'ultima implementazione la scheda di memoria è anche chiamata "modulo di memoria". Attualmente lo standard più diffuso per tale tipo di scheda di memoria è il DIMM.
La scheda di memoria che ospita RAM non volatile, di diffusione più recente e frutto della nascita della memoria flash, è utilizzata invece come supporto di memoria non solo nei computer, ma in molti altri dispositivi elettronici come ad esempio fotocamere digitali, smartphone e videocamere. Questo secondo tipo di scheda di memoria è anche chiamata "memory card".

#### Scheda d'espansione
La scheda d'espansione è una qualsiasi scheda elettronica che non è compresa di serie nel computer e che, una volta installata, ne espande quindi le funzionalità. La scheda d'espansione può appartenere a una grande varietà di tipi di schede elettroniche: scheda di memoria, scheda video, scheda CPU, scheda di rete, scheda audio, ecc. L'unico tipo di scheda elettronica esclusa tra i possibili tipi è la scheda madre: una scheda d'espansione non è mai una scheda madre.

#### Backplane
Il backplane è una scheda elettronica che ha come scopo principale quello di collegare elettricamente più schede elettroniche. Normalmente il connettore elettrico che viene utilizzato sul backplane per collegare elettricamente ad essa le altre schede elettroniche viene chiamato slot.

#### Single-board computer

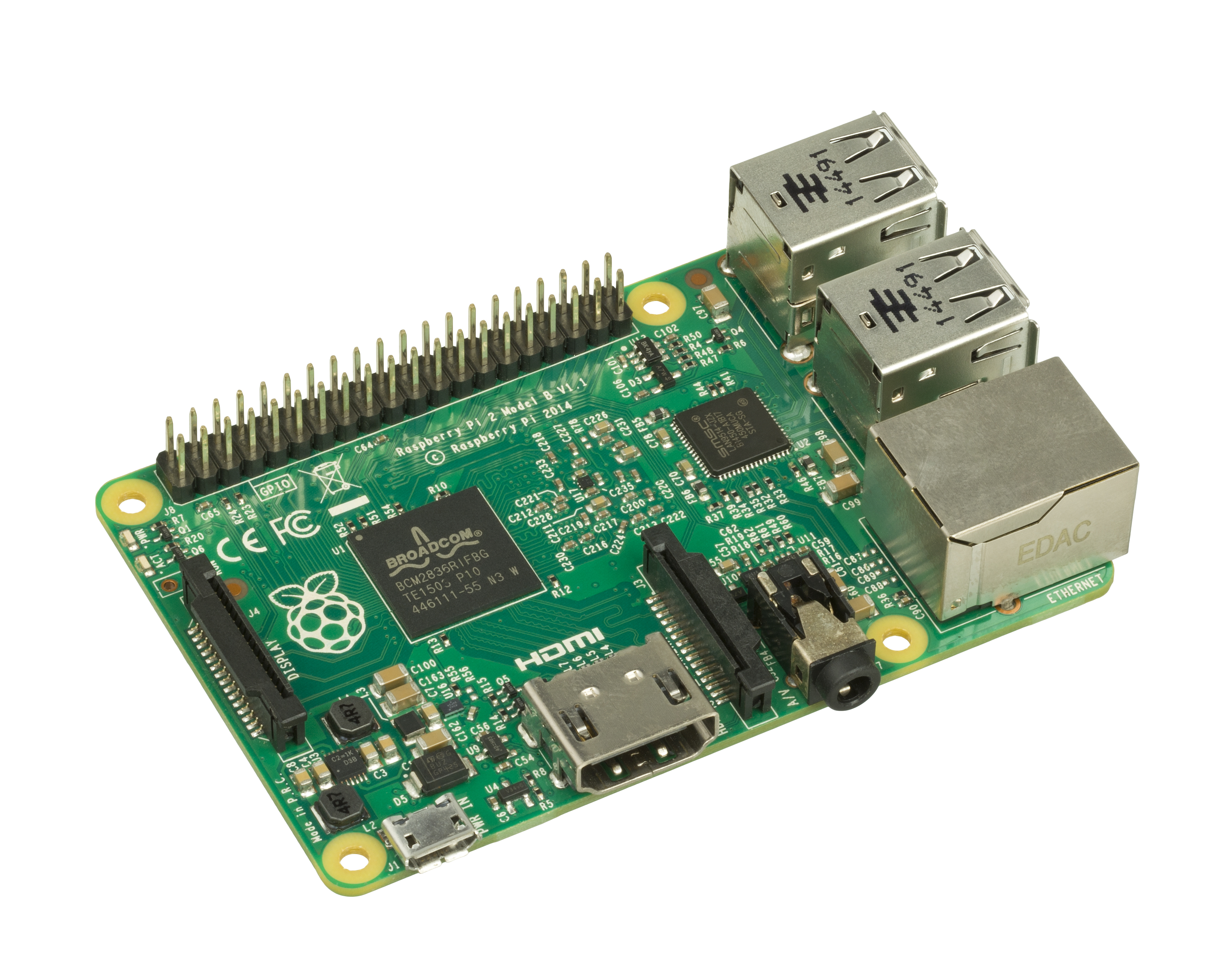
Single-board computer

Il single-board computer è una scheda elettronica implementante un intero computer o quasi: sono esclusi eventualmente l'alimentatore e le interfacce utente di input e output. Normalmente sono esclusi anche eventuali drive: anche se fattibile, è raro che un drive venga installato sul single-board computer viste le sue normali dimensioni. Fanno eccezione drive, non molto diffusi, di dimensioni contenute come ad esempio il Microdrive, l'hard disk da 1 pollice sviluppato inizialmente dall'IBM. Ovviamente sono escluse anche eventuali periferiche e il contenitore (case), componente del computer che protegge gli altri componenti del computer e rende più agevole il suo trasporto.
Il single-board computer si distingue dalla scheda madre di un computer perché è sempre privo di daughterboard e scheda CPU (la CPU risiede sempre sul single-board computer). Inoltre ha un numero limitato di slot: massimo due. L'implementazione del single-board computer si è diffusa con l'avvento del microprocessore in quanto il microprocessore ha permesso una drastica riduzione del numero di componenti elettronici necessari (e quindi una minore richiesta di spazio sul circuito stampato). Di norma infatti il single-board computer è un microcomputer, cioè un computer che ha come CPU un microprocessore.
La maggior parte degli home computer era basata su single-board computer. Il single-board computer è comunque molto diffuso anche oggi. Ad esempio nei sistemi embedded e in ambito industriale. Questa tecnologia verrà usata con Windows 10 ioT core per i PC tascabili.